# Els Frares (Cabrera de Mar)
Els Frares és una masia de Cabrera de Mar (Maresme) inclosa en l'Inventari del Patrimoni Arquitectònic Català.

## Descripció
És una masia amb teulada a dues vessants, de planta baixa, pis i golfes. El celler està situat al cos posterior i només té edificats els baixos. El pis de les golfes està edificat en la fondària de l'entrada i de la sala del pis. Les portes de les cambres de les dues plantes són de pedra granítica motllurada. Les arcades del celler són d'obra vista. Al costat del portal rodó, dovellat, amb l'escut de la casa a la dovella central, hi ha els bancs de pedra i el cavalcador. Al costat esquerre del finestral hi ha un rellotge de sol.

## Història
Aquesta masia, destinada actualment a restaurant, és encara coneguda per la denominació "Els Frares", que pot tenir relació amb haver estat propietat de religiosos. Degut a la desamortització fou comprada i més endavant passà a ser propietat dels Amatller, xocolaters de Barcelona.